# 下庄子
下庄子，原寫為下庄仔，是臺灣桃園市八德區的一個傳統地域名稱，位於該區中部。相較於今日行政區，其範圍大致包括廣隆里、廣興里、廣德里。

## 歷史
台灣清治末期至日治初期，下庄子地區為一街庄，稱為「下庄仔庄」，隸屬於桃澗堡。該庄北邊東段與中路庄為鄰，東與小大湳庄、大湳庄為鄰，東南邊及南邊為八塊厝庄，西邊南段為霄裡庄，西邊北段及北邊西段為茄苳溪庄。
1901年（日治明治三十四年）11月，全台廢縣廳改設二十廳，該庄隸屬於桃仔園廳。1903年（明治三十六年），改名桃園廳。1909年（明治四十二年）10月，合併二十廳為十二廳，該庄隸屬不變。1920年（大正九年），廢十二廳改設五州二廳，該庄改制並雅化為「下庄子」大字，隸屬於新竹州桃園郡八塊庄。
戰後八塊庄改制並改名為八德鄉，隸屬於新竹縣，大字亦改制為村。1950年桃、竹、苗分治，八德鄉改隸屬於桃園縣。1995年1月，八德鄉因人口達15萬而改制為八德市，村改制為里。2014年12月，桃園縣升格為直轄桃園市，八德市改制為八德區。

## 聚落
本地區發展較早的聚落有三角埔、十八家、城仔、雙連陂、庄尾、媽祖厝、扞草厝、龍眼宅等，在日治期初期的官方地圖上已有記載。此外，本地區尚有城仔後、城仔面前、溪墘、廣興等聚落。

## 交通
區道桃46線（新興路、建國路）是霄裡至大湳的道路，大致以西南—東北走向經過本地區中部偏南地帶。由該道路向西南可前往霄裡並止於市道114號路口，向東北可前往湳底、大草厝並止於大安國小旁區道桃57線路口。
區道桃48線（廣福路）是普仁至大湳的道路，大致以橫向經過本地區北部。由該道路向西可前往茄苳溪、中壢埔頂並止於中原大學西側的市道114號路口，向東可前往小大湳南部省道台4線路口。
區道桃51線（永豐南路、廣興路）是中福至八德的道路，大致以橫向轉西北—東南走向轉縱向蜿蜒經過本地區。由該道路向西轉再轉北北西可茄苳溪、崁子腳、福興聚落並止於區道桃49線路口，向南可前往八德市區並止於市道114號路口。
區道桃53線（國際路、廣福路、福國街、建國路）是埔子至埔頂的道路，大致以縱向轉橫向再轉北北東—南南西走向經過本地區東北部、東部北段邊界地帶及東南部。由該道路向北可前往中路、埔子並止於中埔國小前的市道110號路口，向南南西可前往八德、埔頂並止於省道台3線路口。本道路與區道桃46線有一小段共線。

## 學校
- 廣興國小